# Nazaret
Nazaret (în ebraică נָצְרַת‎‎, Natzrat sau Natzeret; în arabă اَلنَّاصِرَة‎, an-Nāṣira sau an-Naseriyye) este un oraș din Israel situat în districtul de Nord, la SE de Haifa, fiind al doilea cel mai populat oraș arab din Israel cu circa 76.000 locuitori, dintre care o treime sunt creștini (27%), iar restul musulmani (73%). Nazaret este un centru de pelerinaj creștin, grație faptului că în Noul Testament, orașul este descris ca fiind locul copilăriei lui Iisus Hristos. Este recunoscută dogmatic expresia „Iisus Nazariteanul, Regele Iudeilor”, care, în abreviere (INRI), se regăsește pe crucile purtate înaintea sicrielor la înmormântările de rit creștin ortodox.
Zona Nazaretului a fost locuită încă în perioada preistorică, așa cum dovedesc descoperirile arheologice din peștera Kedumim (Al Kafza) de pe Muntele Prăpastiei din sudul orașului. În Epoca celui de al Doilea Templu a existat la Nazaret o mică așezare, iar până la stăpânirea bizantină a ființat aici o localitate populată încă de evrei. 
Odată cu cucerirea Palestinei de către cruciați a crescut însemnătatea orașului, el devenind capitală de dioceză catolică și fiind dotat cu mai multe biserici. Ulterior localitatea a cunoscut perioade alternate de decădere și prosperitate, înflorind  în mod deosebit în cursul secolului al XIX-lea, când a trezit interesul puterilor creștine europene. În acea epocă a luat avânt zidirea de biserici, mânăstiri și înființarea a numeroase instituții de învățământ și sanitare.
Din cauza însemnătății orașului pentru credincioșii creștini, orașul a devenit un obiectiv popular de pelerinaj. El a fost vizitat de trei papi - Paul al VI-lea, la 5 ianuarie 1964, Ioan Paul al II-lea cu ocazia Sărbătorii Bunei Vestiri la 25 martie 2000, și Benedict al XVI-lea, care a oficiat în fața unei mari mulțimi de credincioși o misă în aer liber și a vizitat Bazilica Bunei Vestiri la 14 mai 2009.
Mai multe localități din lume au primit și ele, numele de Nazaret, în amintirea orașului din Țara Sfântă.

## Numele orașului
1. Surse biblice:

Sursa numelui Nazaret  נצרת, Nazara, așa cum e menționat prima dată în greaca biblică și apoi în latină, nu e cunoscută cu siguranță, dar deoarece la origine, așezarea a fost ebraică, etimologia lui este ebraică, sau cel puțin, semitică.  
E posibil legată de cuvântul Netzer (נצר) care înseamnă „mlădiță”, „ramură”,„lăstar”, iar creștinii văd în aceasta o aluzie la faptul ca Iisus era mlădiță din casa lui David.
 așa cum stă scris în profeția mesianică din cartea lui Isaia, 11, 1:
„ וְיָצָא חֹטֶר, מִגֵּזַע יִשָׁי; וְנֵצֶר, מִשָּׁרָשָׁיו יִפְרֶה  O Mlădiță va ieși din tulpina lui Iesei și un Lăstar din rădăcinile lui va da”
. 
Altă ipoteză trimite la rădăcina נטר ntr - însemnând „pază”, explicația fiind că poziția orașului pe munte, deasupra Văii Esdraelonului (Valea Izreel) îi permitea să servească drept bastion în calea unor oști străine. De la numele orașului se trage denumirea folosită în limba ebraică pentru creștinism - „natzrut”, și pentru creștini - „notzrim”.
Locul e pomenit de 12 ori în versiunile elene ale Noului Testament, sub formele Nazara, Nazaret, Nazarat, Nazarath.
Forma Nazara (Ναζαρα), considerată cea mai timpurie, se află în Evanghelia după Matei (Matei 4,13) și cea după Luca (Luca 4,16) și, probabil, în ipotetica Sursa Q care ar fi precedat formele canonice ale evangheliilor.
Forma Nazaret,care e utilizată astăzi și în limba greacă modernă, apare odată în Evanghelia după Matei (Matei 21,11), de patru ori în capitolele nașterii din Evanghelia după Luca
(Luca 1,26; 2,4; 2,39) și odată în Faptele Apostolilor (Fapte 10,38). În Evanghelia după Marcu așezarea apare o singură dată sub forma Nazaret (Marcu 1,9)
În traduceri ale Noului Testament din greacă, denumirea Iisus din Nazaret apare mai multe ori  (de pildă, de 17 ori în traducerile engleze) corespunzând formei grecești Iisus Nazariteanul - mai precis Ναζαρηνε - Nazarene sau Ναζωραιος- Nazoraios.
1. Surse extrabiblice:

Forma Nazara se găsește în cea mai timpurie referința extrabiblică la localitate, un citat din Sextus Julius Africanus de pe la anul 200 d.Hr. Părintele bisericii Origene (185-254) folosește formele Nazara și Nazaret.  
Mai târziu, Eusebiu , în „Onomasticonul” său, (tradus de Sfântul Ieronim) se referea de asemenea, la localitatea Nazara.
1. Surse iudaice necreștine:

În săpături arheologice efectuate la Cezareea (Keissaria) în anul 1962 de către Michael Avi Yona într-o sinagogă antică s-a descoperit o bucată de marmură cenușie purtând o inscripție unde apare numele „Nazaret” נצרת. Inscripția datează din secolul al III-lea e.n. Denumirea Nazaret figura și pe altă inscripție ebraică, mai târzie,din secolul al VIII-lea, folosind aceeași ortografie.

## Topografie
Nazaretul este așezat în Galileea de Jos, în Munții Nazaretului, dealuri având o înălțime de peste 350 m. Este situat , mai precis, într-o vale înconjurată din toate părțile de aceste înălțimi - la est Muntele Ksulot pe al cărui povârniș se află orașul nou Nof Hagalil, numit în trecut Nazaretul de Sus Natzeret Ilit, la sud - Muntele Prăpastiei, (în ebraică Har Hakfitza, în arabă Djebel al Kafza) la vest Muntele Tzameret și la nord Muntele Avihu. Pe marginile apusene ale văii se află cartierul Orașului Vechi și Cartierul Latin, formate în marea lor parte de un labirint de ulițe pentru pietoni. Orașul modern s-a extins din această zonă în toate direcțiile, dar centrul său se află la est și la sud de orașul vechi, la o altitudine mai mică.
Strada principală a orașului este strada Paul al VI-lea, care împreună cu continuarea ei la nord, numită Strada Galileei, străbate orașul aproximativ dinspre sud-vest către nord-est. O altă stradă importantă este strada Al Bishara ( البشارة Vestirea, sau Buna Vestire), paralelă cu prima în vest, și care duce de la piața orașului din sud, către nord, traversând Orașul Vechi, până la Piața Izvorului și la Piața Bisericii.
Din Piața orașului pornesc alte două străzi însemnate - strada Tawfik Ziyad către sud, și strada Iksal către sud-est. Dinspre sud, est și nord înconjură orașul o șosea principală interurbană numită în prima ei porțiune Șoseaua 75, iar în porțiunea următoare Șoseaua 700. Ea separă, între altele, Nazaretul de orașul vecin Nof Hagalil. Majoritatea ulițelor din oraș nu poartă nume și sunt însemnate prin numere. 
În sudul orașului se află o mică enclavă care aparține orașului Nof Hagalil și unde se găsește un hotel și o bază militară.

## Istoria

### Preistorie
În perioada preistorică zona Nazaretului a fost locuită datorită numeroaselor peșteri și izvoare de apă, cel mai cunoscut dintre acestea fiind cel numit astăzi Izvorul Mariei.
Peștera cea mai faimoasă este Peștera Kedumim sau Al Kafza, aflată la poalele Muntelui Prăpastiei care se află la sud de centrul orașului. Escavări arheologice efectuate aici în anul 1933 și apoi, cu întreruperi, între anii 1965-1979 au descoperit urme de ruguri, obiecte de lut,oasele a treisprezece oameni și oase de animale, care au dovedit ca peștera a slujit drept locuință și drept loc funerar.
Scheletele omenești au fost datate ca fiind de acum 85.000-100.000 ani,și ele aparținuseră atât unor oameni de Neanderthal cât și unor Homo sapiens moderni, care ar fi conviețuit.
Urme de ocru pe oase și în numeroase locuri din peșteră, precum și un mormânt dublu al unei femei și a unui copil, sunt considerate dovadă a unor ritualuri funerare de acum 100.000 ani.
.

### Antichitatea

#### Iudeea antică. Dominația romană și începuturile creștinismului
Nazaretul nu este pomenit în Vechiul Testament sau în scrierile istoricului evreu Iosephus Flavius și nici în Talmud.
Nu există dovezi că așezarea a fost locuită înainte de perioada celui de al Doilea Templu.
În acea perioadă așezările cele mai importante din regiune au fost Yafia, la sud vest de orașul  de astăzi. și Kfar Kana (Cana Galileei) la nord-est.
La sfârșitul perioadei celui de al Doilea Templu, în secolele al II-lea - I î.e.n. a existat în acest loc un mic sat. 
Săpături arheologice efectuate la Cezareea (Keissaria) în anul 1962 de către Michael Avi Yona au descoperit într-o sinagogă antică o bucată de marmură cenușie purtând o inscripție care conține numele „Nazaret” נצרת. Inscripția datează din secolul al III -lea e.n. Denumirea Nazaret figura și pe altă inscripție ebraică, mai târzie,din secolul al VIII-lea, folosind aceeași ortografie.
De asemenea, în cântece liturgice ebraice - piyutim - din perioada bizantină este menționată o așezare numită Nazaret, printre satele în care s-au refugiat castele preoților (cohanim) după Marea revoltă a evreilor împotriva romanilor. La Nazaret s-a așezat așa numita gardă de preoți Hapitzetz הפצץ și poetul (paytan) Elazar Berabi Kalir a menționat-o când a jeluit soarta familiilor de preoți surghiunite. Nazaret era ,după cum se pare, un sat satelit al orașului Sephoris (Tzipori) și unii cred că avea circa cincisute de locuitori.
După Noul Testament, Nazaretul era localitatea unde se afla casa Mariei, mama lui Iisus, și a soțului ei, Iosif. În această casă s-au întâmplat evenimentele Vestirii miracolului sarcinii Mariei de către Arhanghelul Gabriel și acesta e locul unde a crescut Iisus din pruncie și până la începutul misiunii sale. Unii istorici sunt de părere că Nazaretul nu ar fi fost populat în timpul lui Iisus. După ei, ar fi vorba de o deformare a textelor în timpul traducerii în greacă, și de fapt semnificația adevărată a numelui „Iisus din Nazaret” nu era că el ar fi fost din Nazaret, ci că era mlădiță (netzer) din Casa lui David.  
Oricum, și după spusele Noului Testament, era vorba de un loc marginal, așa cum se poate înțelege din vorbele lui Natanael (identificat cu apostolul Bartolomeu) din Cana Galileei:
„Filip a găsit pe Natanael și i-a zis: Am aflat pe Acela despre Care au scris Moise în Lege și proorocii, pe Iisus, fiul lui Iosif din Nazaret.Și i-a zis Natanael: Din Nazaret poate fi ceva bun? Filip i-a zis: Vino și vezi”
 (Evanghelia lui Ioan, 1, 46-47).

### Evul Mediu

#### Imperiul Bizantin

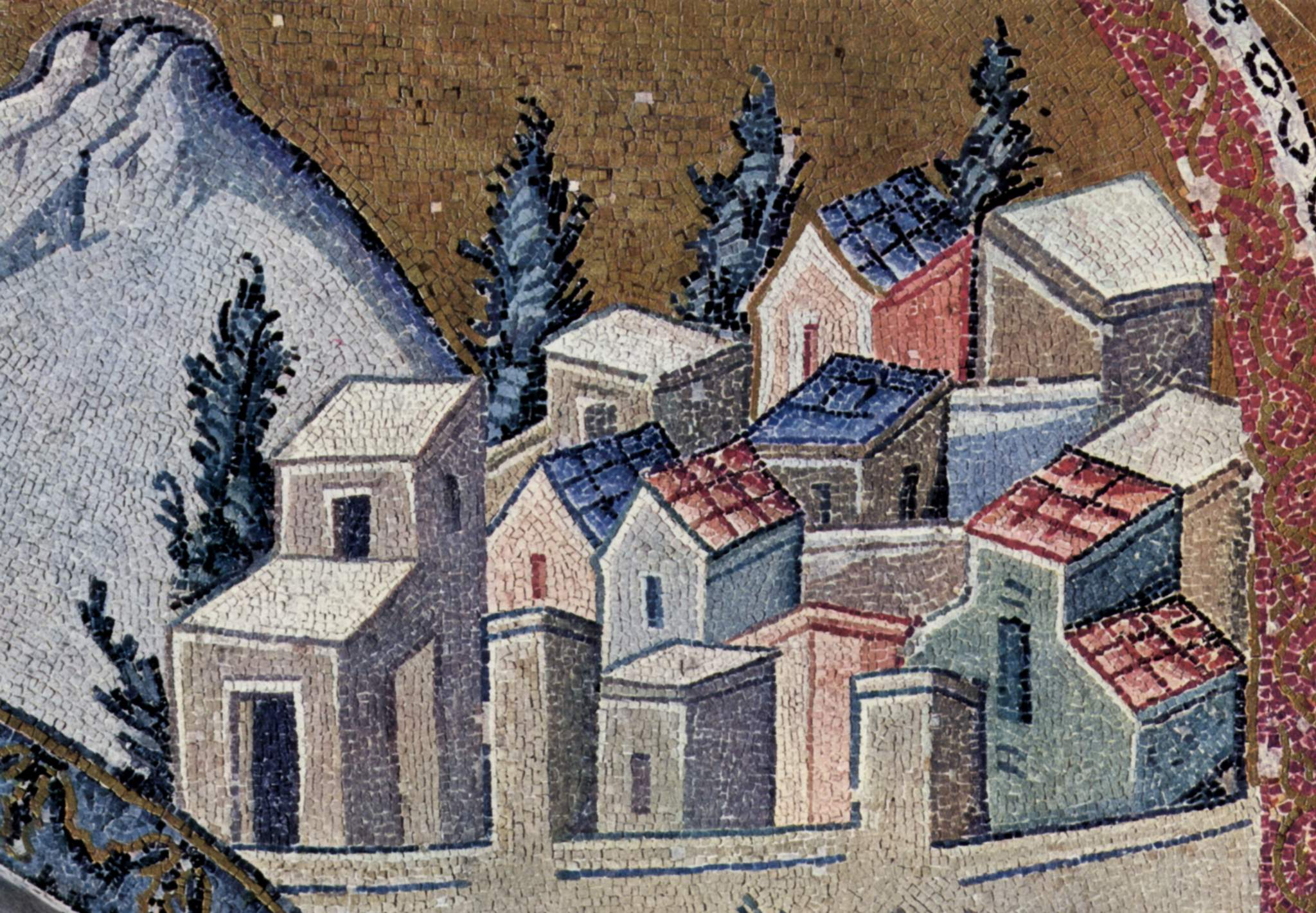
Mozaic din secolul al XIV-lea din biserica Kahriye din Istanbul, înfățișând Nazaretul și Muntele Prăpastiei

Epiphanios din Salamis (?- 402) a stabilit că până în vremea împăratului Constantin cel Mare în secolul al IV-lea, Nazaretul era locuit numai de evrei, la fel ca și Kana (Cana Galileei) vecină cu ea înspre nord. Abia în secolul al V-lea a început localitatea să atragă pelerini creștini și au fost ridicate în perimetrul ei cele dintâi biserici bizantine. În anul 427 s-a zidit Bazilica Bunei Vestiri în prima ei versiune, iar în secolul al VI-lea prima Biserică Sfântul Gabriel de lângă Izvorul Mariei.
În anul 614 Palestina a fost cucerită de Persia Sasanidă, iar evrei din Nazaret au asistat pe cuceritorii persani în măceluri împotriva populației creștine din regiune.
Când bizantinii au reocupat țara în anul 630, împăratul Heraklios a ordonat expulzarea evreilor din localitate, iar existența așezării evreiești la Nazaret a încetat.

#### Califatele arabe
La scurt timp după aceea Nazaretul, ca și întreaga Palestină au intrat în 638 în stăpânirea califatelor arabe musulmane.
Prin 670 episcopul Arculf isi amintea ca a vazut la Nazaret doua biserici, una din ele in casa lui Iosif unde a copilărit Isus și alta - casa Mariei, unde ea a primit Buna Vestire, în schimb, nu a vazut vreo sinagoga, poate din cauza ca a fost transformată în moschee.
În anul 721 califul Yazid al Doilea a emis un edict iconoclastic care a dus la distrugerea bisericii de la casa lui Iosif, așa încât în anii 724-726 pelerinul Wilibald a găsit numai Biserica dedicata Sfintei Maria, pe care creștinii au izbutit să o salveze plătind de mai multe ori sume de bani „sarazinilor păgâni”
Ruinile Bisericii Sfântul Iosif au rămas neatinse o vreme îndelungată, în vreme ce  Biserica Sfanta Maria a fost menționată de mai multe ori în cursul veacurilor succesive, inclusiv de către un geograf arab, Al Masudi, în anul 943.

#### Regatele cruciate
Odată cu cruciadele și întemeierea în Țara Sfântă a Regatului cruciat al Ierusalimului în jurul anului 1100, Nazaretul a crescut în însemnătate,
În 1099 cruciații normanzi sicilieni ai lui Tancred  au fost cei care au cucerit Galileea, acesta stabilindu-și reședința la Nazaret. Tancred purta titlul de prinț al Principatului Galileei, entitate vasală Regatului Ierusalimului. 
În anul 1108 regele  a întemeiat în orășel o dioceză romano-catolică independentă, Nazaretul primind statutul de oraș-district. Localitatea și zece sate din jur, dintre Safuriye (Sephoris, Tzipori) și Kafr Kana au fost administrate de un arhiepiscop.
În 1115 Nazaretul a devenit o seniorie în cadrul Principatului Galileei. În acel an și in 1130 este documentat numele lui Martin din Nazaret, care probabil deținea titlul de viconte de Nazaret.
Tancred este cel care a înființat la Nazaret Patriarhia Latină. Regele Baldovin I al Ierusalimului a mutat la Nazaret vechea dioceză Scythopolis, sub conducerea unui arhiepiscop. Ea a devenit una din cele patru archidioceze din Regatul Ierusalimului. 
Pe locul vechii bazilici a Bunei Vestiri a fost ridicată o bazilică nouă. Creștinii ortodocși și-au pierdut statutul pe care l-au avut și au fost nevoiți să se concentreze în zona Bisericii Sinagogii. Și Biserica Sfântul Gabriel a fost rezidită. Nazaretul s-a extins spre nord, dar a rămas o așezare urbană mică și neîmprejmuită de ziduri.

#### Dominația mamelucă
În urma bătăliei de la Hattin din 1187, Salah ad Din a cucerit Nazaretul fără lupte și a poruncit izgonirea ultimilor cruciați și prelați catolici din oraș. În anul 1192, însă, în urma acordului de la Jaffa, el le-a permis să revină. Mișcarea de pelerini spre Nazaret a fost reînnoită, iar în anul 1229 orașul a fost recuperat de cruciați în virtutea înțelegerii de la Jaffa în acel an dintre împăratul "germano-roman" Frederic al II-lea de Hohenstaufen și sultanul Egiptului, Al Kamel. Nazaretul a fost declarat zonă demilitarizată. Majoritatea locuitorilor erau în acea perioadă membri ai comunităților creștine orientale (ortodoxă și altele). Pelerinajul din Akka spre Nazaret a primit un caracter ceremonial și biserica catolică a început să acorde iertarea de păcate acelora care luau parte la el.   
În 1251 regele Ludovic al IX-lea al Franței (Sfântul Ludovic) împreună cu regina, a participat la o liturghie în grota Bunei Vestiri. 
În cele din urmă, în 1291, Acra a căzut, după un greu asediu, în mâinile mamelucilor, aceștia punând capăt regatului cruciat. Doi ani mai târziu, în 1293 și Nazaretul a căzut în mâinile lor. Din porunca sultanului Baibars, Bazilica Bunei Vestiri și Biserica Sfântul Gabriel au fost distruse. Mișcarea pelerinilor a devenit nesemnificativă, și localitatea a decăzut, ajungând a fi un sat mizer.
Pelerini care au vizitat-o în 1294 au găsit acolo o bisericuță protejând grota Bunei Vestiri.
În secolul al XIV-lea călugări franciscani au primit autorizația de a se întoarce și a locui între ruinele bazilicii.

#### Imperiul Otoman
În timpul stăpânirii otomane Nazaretul a făcut parte până în 1660 din Elayetul sau Pașalâcul Damascului, apoi din Elayetul Sidonului, mai întâi cu capitala la Sidon (Saida), din 1775 cu capitala la Akka. Între 1888-1918 a făcut parte din Vilayetul Beirut.
În 1584, franciscanii au fost iarăși expulzați. În 1610 emirul druz Fahr ad-Din al Doilea, care controla zona de coastă a Siriei otomane, cunoscută azi mai ales ca Liban, a cucerit Galileea, a încurajat prosperitatea Nazaretului și a favorizat libertatea cultelor creștine. În 1620 el a permis din nou accesul franciscanilor și zidirea de către aceștia a unei bisericuțe și mănăstiri la Grota Bunei Vestiri. Franciscanii au reluat pelerinajele la locurile sfinte din regiune, cu riscul jafurilor și răpirilor de ostatici perpetrate de triburi beduine. 
În același timp s-au asezat la Nazaret și creștini maroniți veniți din Liban. Din Transiordania a venit și o familie de creștini ortodocși.
După moartea lui Fahr ad-Din în 1635 situația orașului s-a deteriorat din nou. 
Stabilitatea a revenit în timpul domniei lui Zaher al Omar (Dhaher al-Omar) Al-Zaidani, un șeic arab de origine beduină care, în 1735, sub dominația otomană,  a ajuns să stăpânească ca domnitor autonom Galileea și o parte din coasta mării din nordul Palestinei și sudul Libanului. Lui i se datorează retransformarea Nazaretului dintr-un sat minor într-un oraș a cărui populație a crescut printr-o politică de încurajare a imigrației. În entitatea statală condusă de Zaher al-Omar Nazaretul a jucat un rol strategic, permițându-i să dețină controlul asupra zonelor agricole înconjurătoare din centrul Galileei. Protejarea Nazaretului s-a explicat și prin faptul că Zaher al-Omar a manifestat toleranță față de cultele creștine, a obținut încetarea disputelor dintre ele și le-a împărțit lăcașele de cult prin decizii care au rămas valabile până astăzi. Romano-catolicilor li s-a recunoscut proprietatea asupra Bazilicii Bunei Vestiri, construită de ei în 1730. Aceasta a dăinuit până în anul 1955, când a fost demolată pentru a face loc unei mari bazilici, a cărei construcție a fost terminată în 1967. Ortodocșilor le-a recunoscut posesiunea asupra bisericii Sfântul Gabriel, cunoscută și ca Biserica greacă ortodoxă a Bunei Vestiri. Greco-catolicilor melkiți li s-a recunoscut drepturile la Biserica Sinagogă, iar maroniților li s-a dat dreptul de a-și zidi propria biserică. Zaher al-Omar a stabilit relații bune cu Franța și în 1740 a zidit în oraș un serai pentru una din soțiile sale. Seraiul, care cuprindea și grajduri și o închisoare și a găzduit și primul lăcaș de rugăciuni musulman din oras. Seraiul a devenit ulterior o clădire guvernamentală care a găzduit primăria orașului Nazaret până în anul 1991.

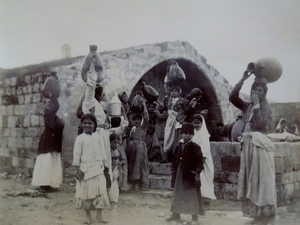
Izvorul Mariei, la Nazaret, imagine din 1891

Zaher Al-Omar a apărat orașul de incursiunile prădalnice ale beduinilor și ale locuitorilor de pe Muntele Nablus.
Urmașii lui Zaher, cunoscuți sub numele de Zawahri, împreună cu familiile Zuabi, Fahum și 'Onassa au făcut parte din elita musulmană tradițională a Nazaretului.
Sub succesorul otoman al lui Zahir, pașa Ahmed Al-Jazzar din Akka (1776-1804) status quo-ul religios s-a păstrat la început. Jazzar Pașa a permis  franciscanilor să construiască o capelă pe locul unde mai târziu s-a zidit Biserica Mensa Christi.Atitudinea față de creștini și europeni s-a înrăutățit în 1791 în urma conflictului dintre pașă și negustorii francezi din Akka. Au crescut atunci și fricțiunile dintre țăranii creștini și cei musulmani din satele din jur
În 1799 Nazaretul a fost ocupat temporar de generalul Napoleon Bonaparte în vremea campaniei sale în „Siria”, acesta fiind primit cu simpatie de locuitorii Nazaretului.  Napoleon a vizitat locurile sfinte din oraș și a cântărit acordarea titlului de duce de Nazaret generalului său, Jean-Andoche Junot.
După înfrângerea lui Bonaparte, pașa Jazzar a plănuit ca represalii un masacru al creștinilo din Nazaret, dar a fost convins de britanici să renunțe. El s-a multumit atunci cu măsuri ostile pe plan economic, mai ales prin creșterea impozitelor.   
Sub conducerea lui Suleiman Pașa (1805-1819) a avut loc o noua perioadă de prosperitate. În 1812 s-a încheiat construirea Moscheii Albe. Creștinii au avut din nou de suferit sub succesorul acestuia, Abdallah Pașa.
În anii dominației egiptene sub Ibrahim Pașa (1830-1840),care a ajuns sa controleze o mare parte din Siria otomană, Nazaretul a fost deschis în fața misionarilor și a comercianților europeni. După ce otomanii au recuperat regiunea, a continuat spre Nazaret fluxul de fonduri bănești europene și au luat ființă noi instituții. Șeicul beduin Aqil Agha al-Hasi care a exercitat o mare influență în Galileea între anii 1845-1870 a protejat pe creștini în zilele masacrelor din Liban din 1860.
În 1864 Kalust Vartan Pakraduni, armean din Istanbul, a sosit la Nazaret, unde a întemeiat o prima misiune medicală - Spitalul Scoțian „de pe deal”, cunoscut astăzi ca Spitalul Nazaret, sponsorizat de Societatea Misionară Medicală protestantă din Edinburgh. Sultanul otoman, care îi favoriza pe francezi, le-a permis crearea unui orfelinat aparținând Societății Sfântului Francisc de Sales. 
Până la sfârțitulsecolului al XIX-lea Nazaretul era un oraș cu o puternică prezență a comunității arabofone creștine și o comunitate europeană în creștere, responsabile de mai multe proiecte comunale și care au clădit mai multe edificii bisericești și comunitare. În 1871, sub conducerea reverendului John Zeller, a fost desăvârșită construcția bisericii anglicane Christ Church, care a fost sfințită de episcopul Samuel Gobat.

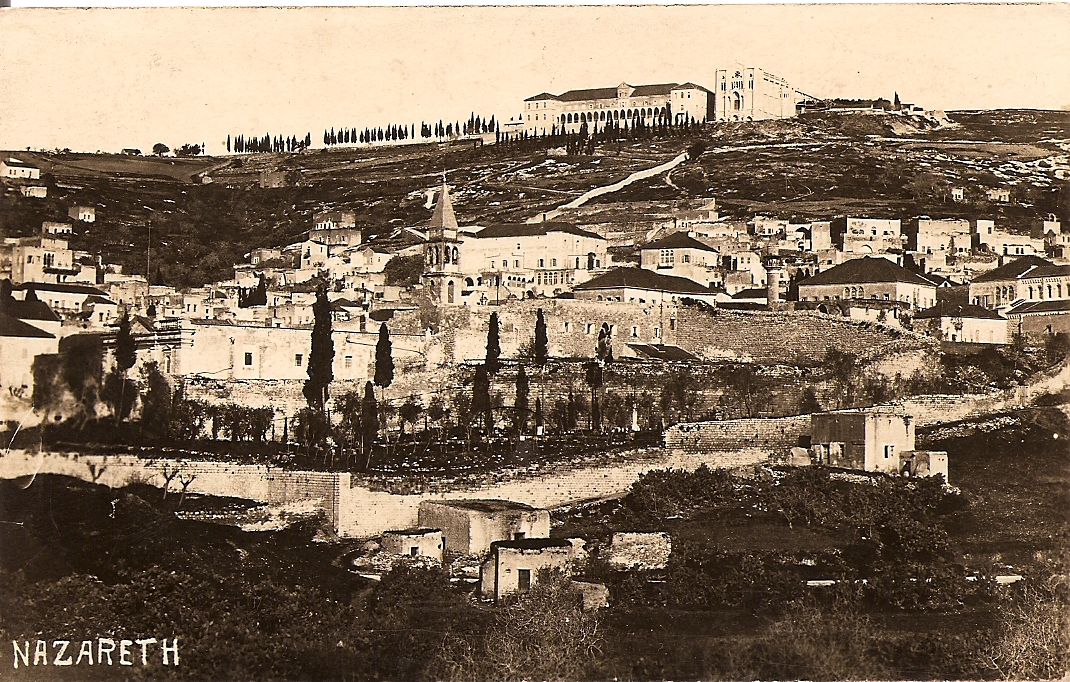
Nazaretul pe o carte poștală veche de Fadil Saba

La răspântia dintre veacurile al XIX-lea și al XX-lea Nazaretul a prosperat, jucând rolul de centru comercial pentru zecile de sate arabe din vecinătate. Sătenii se aprovizionau în numeroasele pieți (suk), unele specializate pe produse agricole, sau de metal, bijuterii sau produse de piele. La 1914 orașul avea opt cartiere: 'Araq, Farah, Jami', Khanuq, Maidan, Mazazwa, Sharqiya și Shufani. El cuprindea nouă biserici, două mănăstiri de bărbați, patru mănăstiri de femei, două moschei, patru spitale, patru școli particulare, o școală publică, o stație de poliție, trei orfelinate, un hotel, trei hanuri, o moară de făină și opt piețe de marfuri.
În Primul Război Mondial Imperiul Otoman a pierdut controlul asupra Palestinei, în favoarea Marii Britanii.
Înființarea de noi așezări evreiești în Valea Izreel, multe din ele înlocuind satele arabe dezgolite de locuitori în urma vânzării de pământuri de către familia de moșieri Sursuk din Beirut, s-a însoțit de o scădere a importanței economice a Nazaretului

### Palestina sub administrație britanică
În anul 1926 locuiau în Nazaret 8000 locuitori arabi, din care două treimi erau creștini și o treime musulmani. Mai locuiau în oraș și o mică comunitate evreiască formată din 58 membri (1922) pentru care centrul urban evreiesc cel mai apropiat se afla în localitatea Afula, înființată recent în 1925. Modernizarea și creșterea orașului erau lente în raport cu alte orașe arabe. Electificarea Nazaretului s-a amânat până în anii 1930. În schimb s-au realizat progrese în domeniul aprovizionării cu apă potabilă. S-au creat două rezervoare suplimentare pe dealurile din nord-vest și s-au adăugat câteva noi cisterne. În anul 1924 a fost înființat Spitalul englez iar în 1923 s-a încheiat zidirea Bisericii Salesiene. Până în anul 1930 au luat ființă și o biserică baptistă, un parc municipal la Izvorul Mariei și o stație de poliție instalată în Seraiul lui Zaher Al-Omar. De asemenea a fost extins cartierul musulman Sharkiya.
Orașul a fost legat prin soseaua 60 de Afula. În 1930  Nazaretul a devenit reședință de plasă, apoi în 1944 reședința districtului Galileea. 
Din primii ani ai mandatului britanic in Palestina, populația arabă din Nazaret s-a opus prin reprezentanții ei mișcării sioniste și a susținut naționalismul arab, mai întâi „sirian de sud” și apoi „palestinian”. Delegați din Nazaret au participat la Primul Congres al arabilor din Palestina la Ierusalim in anul 1919. Ei au subscris la o scrisoare de protest împotriva mișcării naționale evreiești reprezentate de sionism. În 1922 a luat ființă și la Nazaret o Asociație arabă Musulmano-Creștină, sprijinită financiar mai ales de familia Zuabi. A fost dificil de realizat o unire eficientă și consecventă a tuturor facțiunilor arabe palestiniene. La finele anilor 1920 s-au întemeiat și filiale ale Organizației Tineretului Musulman, și Asociației Naționale Musulmane sub egida Înaltului Comitet Arab.
În anii 1936-1939 Nazaretul a jucat un rol minor în revolta arabă din Palestina. Doi din cei 281 de comandanți ai răscoalei erau originari de aici: creștinul Fuad Nassar și musulmanul Tawfik al-Ibrahim, originar din Indur, dar locuitor al Nazaretului. Comunele din apropiere, Safuriya și Al Mujaydil au jucat un rol militar mai însemnat, contribuind cu nouă comandanți. Răsculații au căutat să înroleze locuitorii orașului în protestul împotriva Planului Comisiei Peel, care recomanda includerea Galileei într-un viitor stat evreiesc. La 26 septembrie 1937 comisarul de district Lewis Yelland Andrews a fost asasinat la Nazaret de către rebeli arabi locali.
Pînă îm anul 1946 municipiul Nazaret s-a extins, și s-au creat noi cartiere - Maidan, Maslakh, Khanuk li Ninsawi. În cartierele existente dinainte s-au ridicat noi clădiri, orașul fiind dăruit și cu numeroase livezi și ogoare. Economia a beneficiat și de înființarea a două fabrici de țigări, a unui depozit de tabac, două cinematografe, și a unei fabrici de țigle. Pe dealul cel mai de sud s-a ridicat încă o stație de poliție. Cea de la Serai a fost transformată în sediul Primăriei. Pe mai multe înălțimi din localitate s-au înălțat turnuri de control. În fosta cazarmă otomană s-a instalat Comisarul britanic al districtului. S-au mai înființat și sedii noi ale Departamentului pentru Agricultură și Departamentului  pentru măsurători și colonizare. 
În 1947 în ajunul Războiului cu evreii populația orașului era de 17.000.  
Planul O.N.U. de împărțire a Palestinei din 1947 între un stat evreiesc și unul arab, a alocat Nazaretul viitorului stat arab. Partea arabă a respins planul. 
O parte din creștini, terorizați de naționaliștii musulmani conduși de familia Al-Husseini care îi sileau să le predea sume mari de bani, au început să părăsească țara pentru a emigra în Liban sau în Statele Unite. În lunile de dinaintea evacuării forțelor și a administrației britanice, Nazaretul a devenit un loc de refugiu pentru numeroși arabi palestinieni veniți din orașe precum Tiberia, Haifa și Beit Shan (Baysan), care au căzut în mâinile forțelor evreiești respectiv, la 18 aprilie, 22 aprilie, și 22 mai 1948.

### Statul Israel modern

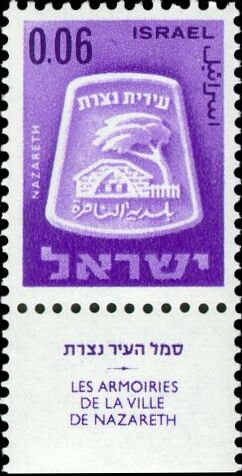
Stema orașului Nazaret pe o marcă poștală a Israelului din 1965

#### Războiul arabo-evreiesc din 1948-1949
În timpul Războiului arabo-evreiesc din 1948-1949, cunoscut la evrei ca Războiul de independență al Israelului, Nazaretul nu a constituit propriu zis un câmp de bătaie. La 9 iulie 1948 detașamente din așa numita Armată Arabă de Eliberare, la care s-au alăturat o parte din sătenii arabi dimprejur, și-au făcut intrarea în Nazaret. 
Apărarea localnicilor consta din 200-300 combatanți  risipiți pe dealurile din jurul orașului. În fața bombardamentelor din partea israeliană, apărarea arabă de pe dealurile de vest și sud a eșuat, în schimb, pe dealurile de nord s-a opus o vreme rezistență în fața unei unități blindate israeliene. Moralul combatanților localnici era redus, și majoritatea au refuzat să continue să lupte alături de Armata Arabă de Eliberare, pe care o vedeau destul de slabă, și ai cărei voluntari s-ar fi purtat negativ față de locuitorii și clericii creștini 
Mii de locuitori, majoritatea musulmani în frunte cu membrii clanului primarului Fahum, au fugit din oraș.  
Greul luptelor pentru controlul Nazaretului s-a dus în satele dimprejur, mai ales la Saffuriya, unde locuitorii au depus rezistență până ce au fost risipiți la 15 iulie de niște raiduri aeriene israeliene.  În cele zece zile de lupte dintre primul și al doilea armistițiu, după o rezistență mai mult simbolică, la 16 iulie Nazaretul a capitulat în fața soldaților israelieni, care participau la așa numita „Operațiune Dekel” („Palmier”). Membrii Armatei Arabe de Eliberare au părăsit orașul .Primarul musulman Yusef Fahum, a cerut încetarea oricărei rezistențe pentru a preveni distrugerea orașului. Comandantul poliției a ridicat drapelul alb pe clădirea Seraiului. 
Capitularea orașului a fost pecetluită printr-un document scris, prin care conducerea Nazaretului a acceptat încetarea focului în schimbul promisiunii din partea ofițerilor israelieni, inclusiv comandantul de brigadă Ben Dunkelman, care a condus Operațiunea Dekel, de a proteja de daune pe civilii din localitate. La scurt timp după semnarea acordului, Dunkelman a primit un ordin prin care generalul Haim Laskov îî cerea sa evacueze cu forța pe arabii din oraș. Numit guvernator militar al orașului, Dunkelman a refuzat acest ordin, explicând că a fost șocat și cutremurat de conținutul lui care făcea abstracție de acordul pe care el și însuși Laskov l-au semnat. La 12 ore după aceasta el a fost demis din post, dar totuși a reușit sa obțină asigurări că securitatea populației Nazaretului va fi garantată. Premierul și ministrul apărării al noului stat evreiesc, David Ben Gurion, care voia să preîntâmpine proteste în lumea creștină, a sprijinit decizia lui Dunkelman.  Până la sfârșitul războiului, populația Nazaretului a fost martoră la venirea unui mare număr de refugiați din orașele și satele arabe ale Galileei, inclusiv din Haifa

#### Anii 1950–1960
Până în 1966 majoritatea arabilor din Israel, inclusiv Nazaret, s-au aflat în regim de guvernământ militar.
În primii ani de administratie israeliană viața orașului a fost dominată de problema exproprierii de pământuri arabe, venirea unor refugiați arabi din alte locuri din țară, și greutățile legate de legea marțială care dicta stări de asediu și alte restricții de circulație.  
Încercările de a rezolva aceste probleme au eșuat în mare parte, ceea ce a generat un sentiment de frustrare și a dus la agitații politice în oraș. 
Timp indelungat Nazaretul a fost orașul arab cel mai mare din Israel și a devenit un centru al naționalismului arab și palestinian, și cum Partidul Comunist Israelian era singurul partid politic legal care a adoptat multe din doleanțele arabe, el a câștigat popularitate la Nazaret.
În 1954 120 hectare din teritoriul Nazaretului au fost expropriate de stat pentru constructia unor oficii guvernamentale și în 1957 terenuri de la nord și est   pentru construirea noului oraș vecin Natzeret Ilit (Nazaretul de Sus) destinat evreilor. Deputatul in Knesset, Seif ad-Din El Zuabi, care reprezenta Nazaretul, s-a opus Legii Proprietății celor absenți  care permitea exproprierea de către stat de terenuri ale arabilor cărora nu li se permitea intoarcerea în satele lor originare. Zuabi a sustinut ca refugiații deplasați interni nu erau absenți, deoarece trăiau în interiorul statului, erau cetățeni israelieni, și voiau să se intoarcă la casele lor. 
Israelul le-a oferit despagubiri, dar majoritatea le-au refuzat deoarece se temeau că li se va interzice întoarcerea. Tensiunile intre locuitorii Nazaretului și stat au crescut cu ocazia unei festivitati de 1 Mai. Câțiva tineri protestatari au fost arestați pentru aruncarea de pietre asupra forțelor de securitate.  
La 5 ianuarie 1964, Papa Paul al VI-lea  a inclus Nazaretul în cea dintâi vizită a unui suveran pontif în Țara Sfântă.

#### Anii 1980–2010
Din 1942 și până la începutul anilor 1990 niciunul din planurile urbane pregătite de primăria Nazaret nu au fost aprobate de guvern (atât cel al Mandatului britanic, cât și cel al Israelului) 
Ca urmare mulți locuitori din cartiere ca Sharqiya si Jabal al-Dawla au rămas în afara jurisdictiei primăriei și au intrat în jurisdicția orașului vecin Natzeret Ilit.
La fel zona Bilal din cartierul Safafra a intrat sub jurisdictia localității Reine. În 1993 ei au devenit oficial locuitori ai Reine.
Al Zuabi, în cele din urmă, a reușit să  obțină aprobarea autorităâilor statului pentru extinderea Nazaretului spre nord-vest. O încercare îndelungată a autorităților israeliene de a uni Nazaretul cu satul Ilut a fost în cele din urmă abandonată în 1991.  
Guvernul israelian a definit o arie metropolitană Nazaret care include, în afara Nazaretului, localitățile Yafa an-Naseriye la sud, Reine, Mashhad și Kafr Kanna la nord, Iksal și Natzeret Ilit (Nof Hagalil) la est și Migdal Haemek la vest.
Ca centru politic însemnat al populației arabe din Israel Nazaretul este scena unor manifestații anuale care includ Ziua Pământului care se celebrează începând din martie 1975 și Ziua de Întâi Mai, de asemenea a unor demonstrații de solidaritate cu cauza palestiniană.
În timpul Primei Intifada din 1987-1993 participanții la demonstrația de 1 Mai și-au exprimat sprijinul pentru palestinienii din teritoriile administrate de Israel în Cisiordania și Fâșia Gaza. La 22 decembrie 1987 cu ocazia unei greve de solidaritate au izbucnit tulburari. La 24 ianuarie 1988 circa 20-50.000 persoane au demonstrat la Nazaret și în alte localități arabe. La 13 mai 1988 a avut loc o altercație violentă între spectatorii evrei si arabi unui joc de fotbal in care un evreu a fost înjunghiat și 54 arabi au fost arestați. Ca urmare la 19 mai a avut loc la Nazaret o mare adunare de protest.
În anul 2000 pregătirile pentru vizita Papei Ioan Paul al II-lea la Nazaret au trezit tensiuni intercomunitare. Din 1997 s-a acordat permisul pentru construirea unei pieți pavate care să servească miile de pelerini creștini așteptați. Un grup de musulmani a protestat și a ocupat locul, unde se crede ca s-ar afla mormântul unui nepot al lui Saladin, Shihab ad-Din. Acolo s-a  aflat, în timpul otomanilor, în afara acestui mormânt, o școală musulmană numită Al Harbiye, și mai multe magazine ale Waqfului. Guvernul israelian a consimțit la construirea in acel loc, vis a vis de Bazilica Bunei Vestiri, a unei mari moschei. Aceasta a dus la proteste vehemente ale liderilor crestini si in 2002 o comisie guvernamentală specială a decis oprirea definitivă a construcției moscheii și corturile protestatarilor musulmani au fost evacuate.
În martie 2006 trei persoane - un evreu Eliahu Habibi și soția sa creștină și fiica lorau aruncat petarde în timpul unei slujbe în biserică, afirmative, pentru a atrage atenția asupra problemelor lor sociale. Au izbucnit tulburări violente, inclusiv o încercare de linșaj contra celor trei delicventi, 30 persoane au fost rănite, jumătate fiind polițiști și jumătate civili. Soții Habibi au fost judecați și pedepsiți.
În iulie 2006 doi copii din Nazaret au fost uciși de o rachetă lansată de Hezbollah din Liban în cursul celui de-al Doilea Război din Liban. 
In martie 2010 guvernul israelian a aprobat un plan de 3 milioane dolari pentru dezvoltarea turismului la Nazaret

#### Anii 2010-2020
În iulie 2016 s-au publicat rezultatele concursurilor pentru întemeierea unui nou cartier cu 491 locuințe în cadrul unei operațiuni de facilitare a cumpărărilor de către public.  
Anii de pandemie de Covid 2020-2022 și apoi Războiul început în  7 octombrie 2023 dintre Israel de o parte și Hamas, Hezbollah, Iran si Yemen  de altă parte, ca și cresterea fără precedent a actelor de violență ale bandelor din lumea interlopă în sânul comunitătii arabe musulmane au dat o grea lovitură turismului și activităților economice din Nazaret.
În iunie 2025 ca urmare a gravei crize financiare cu care s-a confruntat primăria și a deficiențelor în activitatea ei,ministrul de interne Moshe Arbel l-a destituit pe primarul ales al Nazaretului, Ali Salam și l-a înlocuit cu Yaakov Efrat, ca președinte al comisiei administrative destinate să conducă temporar orașul.

## Demografie
Evoluția populației
Componența religioasă
     Islam (69%)
     Creștinism (30,9%)
     Iudaism (0,1%)
Nazaret este al doilea oraș din Israel cu o populație majoritar arabă.

### Istoria demografică. Componența etnică și religioasă
În ultimul secol al dominației otomane au existat fluctuații în componenta religioasă a populației.  
În 1838 au locuit la Nazaret 325 familii creștine (jumătate din ele greco-ortodoxe, iar restul, aparținând mai multor comunități catolice) și 120 familii musulmane.
În 1856 numărul locuitorilor a fost de 4.350, din care 52% musulmani și 48% creștini din diverse culte.
În 1862 numărul locuitorilor a fost mai mic - 3.120, iar creștinii erau într-un procent foarte ridicat - 78%. 
Populația a crescut la 5.660 în 1867, din care creștinii au reprezentat aproximativ două treimi, iar musulmanii o treime din locuitori.

O listă a populației din 1887 arată un număr total de 6.575 locuitori.
Până la instituirea mandatului britanic asupra Palestinei orașul era format preponderent din arabi creștini (predominant ortodocși), cu o minoritate musulmană. 
Nazaretul este al doilea centru urban arab din Israel, după Rahat.   
Regiunea metropolitană Nazaret include Nof Hagalil, Yafa an-Naseriye, Reine, Migdal Haemek, Ein Mahil, Ilut, Kafr Kanna, Mashhad si Iksal. 
Nazaretul este localitatea cu cel mai mare număr de arabi creștini din Israel.
Comunitățile creștine din Nazaret sunt diverse și includ adepții mai multor culte: grec-ortodox, melkit greco-catolic, latin catolic (romano-catolic), maronit, armean ortodox, și culte protestante (anglican, baptist, evanghelic etc), copt.  
Cea mai mare comunitate creștină din Nazaret este cea greco-ortodoxă care ține de Patriarhul ecumenic ortodox al Ierusalimului, care este reprezentat de un mitropolit.
Creștinii din Nazaret sunt bine reprezentați în funcții de conducere în cele trei spitale, învățământ, bănci, tribunale.
Discrepanța socio-economică dintre starea materială solidă a creștinilor și cea scăzută a musulmanilor duce uneori la crize intercomunitare. 
Populația musulmană a crescut rapid, din mai multe considerente, însă mai ales din cauza că orașul a servit ca centru administrativ sub conducerea britanică, și a absorbit un flux mare de musulmani din alte regiuni.
Componența religioasă în 1922 :
total - 7.424 locuitori
- 4.885 -  creștini
- 2.486  - musulmani
- 53  - evrei

Componenta lingvistică - limba maternă:
- araba - 7035
- engleza - 135
- franceza  - 72
- ebraica  - 43
- germana - 42
- armeana - 20
- greaca - 12
- italiana - 12
- malteza - 5
- turca - 5
- polona - 4
- idiș - 3
- amharica - 2
- maghiara - 2
- spaniola - 2

1922 census of Palestine : Nazareth, înarchive.org </ref>.

În 1931 populația totală -  8756 locuitori:
în 1834 case  
- 5445 creștini
- 3266 musulmani
- 79 evrei
- 5 baha'i
- 1 druz

În 1938:
populația totală -  9900 locuitori incl. 100 evrei
În 1945:
populația totală -  14.200 locuitori 
- 8.600 creștini
- 5.600 musulmani

În 2009, structura religioasă era următoarea:
- 69% musulmani
- 30,9% creștini
- 0,1% evrei.

Primarul orașului era un creștin. 
Zona metropolitană care a inclus si așa numitul Nazaret de Sus sau Nof Hagalil a ajuns la o populație de 210 000 de locuitori, dintre care 59% sunt arabi și 41% evrei.

## Centru administrativ
Nazaret este un centrul administrativ și economic al regiunii. Deși capitala districtului de nord se află la Nof Hagalil, cartierul guvernamental Kiriyat Hamemshala, cu oficiile ministeriale și tribunalele se află de fapt la limita dintre cele două orașe.
Sediul poliției districtului de nord se află în perimetrul Kishla, din nordul Nazaretului, lângă Primărie, și în incinta se află Comandamentul de nord al armatei israeliene.

## Economia

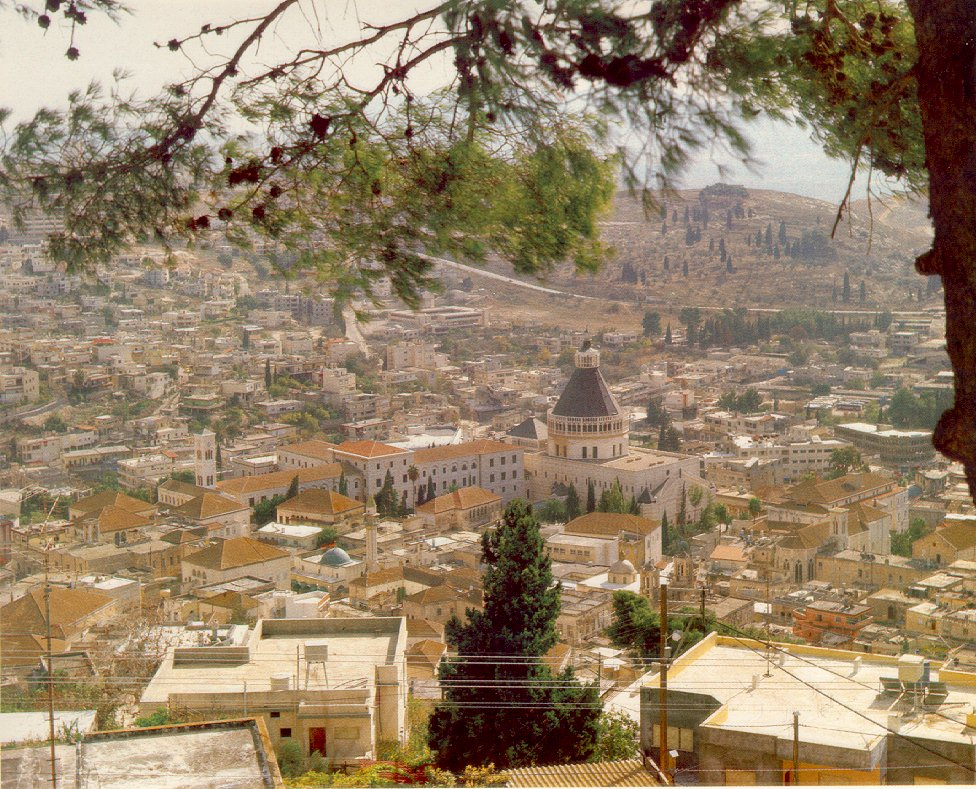
Vedere generală a Nazaretului din direcția nord-vest:în centru - Bazilica Bunei Vestiri,la stânga ei - Centrul franciscan și Biserica Sf.Iosif, care se distinge prin turnul clopotniței; în fața lor - Moscheea Albă având cupola și minaretul verzi, la dreapta ei și a copacului din centru,cupola cu cruce a noii Biserici a Sinagogii. La dreapta Bazilicii Bunei Vestiri se observă clădirea neterminată a Bisericii anglicane, iar deasupra ei, Casa Nova

În urma tulburărilor din octombrie 2000 și a începutului Intifadei Al Aksa economia orașului a fost serios păgubită, ea fiind în mare parte dependentă de turism. În anii 2001-2007 turismul extern s-a redus la minimum, iar populația evreiască s-a abținut de a mai vizita orașul.Cel mai mare hotel al orașului (azi Golden Crown) a fost reciclat temporar în casă de arest pentru imigranții sau lucrătorii ilegali. In anul 2000 turiștii au ocupat încă 215,000 paturi de hotel, iar camerele de hotel erau ocupate în proportie de 45%. In 2001 s-au înregistrat 26.000 paturi de hotel ocupate, și o ocupare a camerelor de 8%. Puținii pelerini care au venit în acea perioadă în Israel au preferat să tragă la Tveria sau la Ierusalim. In anii 2008-2012 turismul la Nazaret a cunoscut un nou avânt. În anul 2010 s-au înregistrat 357,000 paturi de hotel ocupate, din care 301,000 de către turiști,iar proporția de ocupare a camerelor a fost de 61%. În anul 2011 oferta de camere pentru turiști a crescut la 853 în cele 7 hoteluri mari ale orașului, și alte 400 în mânăstiri și pe lângă biserici. La aceasta  se adaugă camere în mici hoteluri boutique și hanuri îmbunătățite (ex. Fawzi Azar Inn etc), oferta de camere pentru turiști ajungând în anul 2012 la 1.500.  In 2012 s-a inaugurat un nou mare hotel Gradenia și au fost redeschise hoteluri renovate, ca de pildă Crown Plaza. Clădirea istorică a poliției din Nazaret, cunoscută ca Muskubiye, a fost reciclată în hotel. În oraș s-au deschis numeroase buticuri, restaurante și cafenele, gelaterii,etc.
În anul 2011 orașul a fost vizitat de 1,500,000 turiști, majoritatea pelerini creștini.

## Sănătate
În Nazaret activeaza trei spitale centrale:
- Spitalul italian Sfânta Familie (în arabă este numit Al Namsawi - Austriac, după numele cartierului)

fondat în 1882 în cartierul Al Namsawi din nord-estul orașului,de  Ordinul Fraților Sfântul Ioan Teologul, în prezent condus de călugărițe italiene  
- „Spitalul englez” - de fapt - scoțian -al Societății Misionare Medicale din Edinburgh, E.M.M.S , denumit și Spitalul Nazaret - înființat în 1861, la sud-vest de centrul orașului - are anexată o Școală de infirmerie medicală cu nivel universitar
- Spitalul francez Saint Vincent de Paul - la sud de centrul orașului, apropiat de Spitalul englez.

În 2011 cele trei spitale au semnat un acord de cooperare.

## Cultura
Nazaretul este un însemnat centru cultural al arabilor din nordul Israelului. 
În nordul orașului se afla Casa de cultură și artă a municipiului.
Între muzeele din oraș se pot menționa:
- Casa folclorului Alsibat - care prezintă viața localității în secolul al XIX-lea
- Satul Nazaret - care reconstituie viața în Iudeea antică la începutul stăpânirii romane

În oras funcționează și câteva galerii de artă, de asemenea Orchestra din Nazaret, înființată în 1991, dedicată muzicii arabe.
Din 2010 de Crăciun Nazaretul organizează un festival anual. Cu ocazia sărbătorii și a festivalului de Crăciun din 2012 a început iluminarea în centrul orașului a celui mai înalt brad din Orientul Apropiat.
În anul 2007 s-a înființat un Teatru alternativ, sub direcția lui Hisham Suleiman.

## Media
La Nazaret se află sediul redacției ziarelor în limba arabă „Kul al Arab” și „Al-Sinara” care a fost cel dintâi ziar particular arab din Israel.
Stația de radio Al-Shams , singura stație de radio privată arabî din Israel, transmite din satul Huresh de lângă Nazaret.

## Sportul
Principalul club de fotbal din Nazaret, Maccabi Ahi Nazaret are o echipă care în 2020-2021 juca în Liga Națională.
În două sezoane - 2003-2004 și 2009-2010 echipa 
a jucat în Liga Superioară (Ligat Ha-al). Stadionul ei se află la Ilut. 
Alte cluburi sportive locale care au echipe de fotbal sunt Al Nahda Nazaret, care joaca in Liga Beit (a Doua), Beitar Al Amal Nazaret, Hapoel Bnei Nazaret și Hapoel al-Ittihad Nazaret care joacă în Liga Gimel (a Treia).
În oraș mai activează și clubul de baschet Maccabi YMCA Nazaret.

## Locuri și monumente însemnate, atracții turistice

### Locașuri de cult și de pelerinaj creștine
- Bazilica Bunei Vestiri - bazilica catolică în centrul orasului, construită pe locul unde s-a aflat, dupa tradiție, casa Mariei, mama lui Isus, si unde îngerul Gabriel i-a vestit ca îl va naște pe Isus.

Clădirea actuală a fost proiectată de arhitectul italian Giovanni Muzio pentru Custodia franciscană a Țării Sfinte si a fost inaugurată în 1969. Bazilica este una din bisericile cele mai insemnate din lume si a devenit cel mai cunoscut semn de identitate al orașului.   
- Biserica Sfântul Iosif- biserică neo-romanică ridicată în 1914 în spațiul în imediata vecinătate a  Bisericii Sfintei Vestiri. După o tradiție din Evul Mediu ea se afla pe locul unde a existat in antichitate atelierul Sfantului Iosif, soțul Mariei, iar după o traditie mai târzie, și casa acestuia.
- Mănăstirea franciscană din Nazaret  - o clădire mare aflată între Bazilica Bunei Vestiri la sud și Biserica Sfântul Iosif la nord. Ea gazuieste si scoala catolică Terra Sancta, tribunalul religios romano-catolic și un mic muzeu.
- Biserica Sfântul Gabriel sau Biserica greco-ortodoxă a Bunei Vestiri a fost zidită  la mijlocul secolului al XVIII-lea. Ea este situată lângă Izvorul Mariei iar dedesubtul ei se află o criptă cruciată în care se afla sursa izvorului Mariei.
- Izvorul Mariei - este un sabil  spre care  au fost dirijate apele izvorului din apropiere care a slujit în vechime locuitorii orașului. În preajma lui a fost adusă după tradiția creștină Buna Vestire.

Izvorul Mariei a fost adoptat ca simbol al orașului Nazaret.
- Biserica salesiană sau Biserica lui Isus tânăr se află pe un deal la nord-vest de centrul orașsului.  Ea a fost construită în 1906-1923 și are o fațadă romanică impresionantă. Lângă ea se găseste casa Orfelinatului salesian, care servește în zilele noastre Școala tehnică Don Bosco.
- Biserica sinagogă este o biserică greco-catolică (melkită) în preajma bazarului orașului. In sinagoga care se afla aici în antichitate, obisnuia Isus, după tradiție, să învete și să se roage, și într-o bună zi le-a destăinuit enoriașilor că el este Mesia.

Atunci ei l-au scos din sinagogă și din oraș și au încercat să-l împingă jos de pe vârful muntelui, însă el a sărit singur în vale, fără să fie vătămat. De atunci Muntele acela este numit |Muntele Prăpastiei sau al Săriturii.
- Biserica Mensa Christi este o biserică care nu este activă în Cartierul latin din orașul vechi, la intrarea in vechiul bazar al orașului, zidita, după tradiție, pe locul unde au șezut la masă Isus și cei doisprezece Apostoli atunci când Isus le-a apărut înviat.
- Biserica anglicană din Nazaret - a fost inaugurată în 1871, dar a rămas fără turnul planificat, din cauza unor dificultăți financiare.
- Biserica Sfântul Anton din Nazaret -  biserica maronită - modernă, din beton, la capătul de vest al Nazaretului. Intrarea se face printr-o ușă a clopotniței ei,care are forma unei piramide.

Pe turnul clopotniței sa afla statuia Sfintei Fecioare, de asemenea pot fi văzute clopotele  prin ferestrele dreptunghiulare care se termină în arc. 
În partea de est a biserici se vede o cupolă sferică care se termină cu o cruce.
- Biserica coptă a Bunei Vestiri se află lângă Moscheea Păcii, la est de orașul vechi. A fost ridicată din piatră în 1952 de către voluntari din rândurile comunității copte. Fațada este prevăzută cu doua turnuri cu patru etaje având acoperișuri conice roșii. Între cele două turnuri se află o cruce mare.
- Muntele Prăpastiei . al Săriturii (Har Hakfitza)  sau Har Kedumim, se găsește în sudul orașului, privind către Valea Izreel. Are inaltimea de 397 metri deasupra nivelului mării.

În Peștera Kedumim de pe munte s-au descoperit rămășite ale Omului preistoric.
la 14 mai 2009 papa Benedict al XVI-lea a oficiat aici o liturghie în fața unei mari mase de oameni.
- Biserica palatului episcopal (în ebraică Knesiat Hahashlakha) este o biserică ruinată din secolulul al XIX-lea care privește spre Muntele Prăpastiei
- Episcopia greco-ortodoxă - sediul episcopului ortodox al Nazaretului, în apropierea Pietii episcopului din orașul vechi,  a fost zidită în 1860 de catre episcopul Nifon. Clădirea este construită în formă de literei ebraice het, cuprinde Biserica Al-Kilai, care a fost inaugurată în 1863, și este inaugurată de un zid. Aici este sediul Tribunalului religios catolic. Sub clădire sunt ruinele unor peșteri, se pare, ca din epoca romană, care făceau legătura între zona Izvorului Mariei aflat la nordul ei și nucleul antic al orașului la sud de ea.

În peșteri s-a descoperit o biserică antică cu fața spre nord. desi nu are iconostas, a fost aprobatăa de episcopie pentru uzul cultului ortodox.   
- Alte mănăstiri:

Mănăstirea surorilor libaneze, Mănăstirea Beit Aram, Mănăstirea surorilor Saint Joseph, Mănăstirea carmelitelor, Mănăstirea călugărițelor din Nazaret, Mănăstirea clariselor din Nazaret, Mănăstirea surorilor Sfintei Familii din Nazaret, Mănăstirea Charles de Foucauld, Mănăstirea călugărițelor franciscane

### Moschei si locuri de pelerinaj musulmane
- Moscheea Albă din Nazaret  - cea mai veche moschee din Nazaret, în bazarul orașului, denumită și Moscheea cea veche. Construcția ei s-a încheiat în 1812. Ea este administrată de familia Al Fahum.

*Moscheea Păcii (Jamaa as-Salam) sau Moscheea cea Nouă, a fost construită în anii 1960 la est de orașul vechi,
- Maqam Al Nabi Sa'in - Mormântul prorocului Sa'in - pe dealul din vestul orașului, nu departe de Biserica Salesiană. Ea a fost, inițial, un monument funerar sacru care a fost extins și prevazut cu un minaret. Nu se știe exact cine a fost prorocul Sa'in.
- Maqam Shihab ad-Din - Mormântul lui Shihab ad-Din, nepotul lui Saladin, care a căzut în Bătălia de la Hattin în 1187. Este un edificiu mic având o cameră de rugăciuni cu cupola verde și care slujește și drept moschee. El se află vizavi de Han al Basha, în sudul Bazarului orașului, și lângă Bazilica Bunei Vestiri. El a stat în centrul disputei dintre musulmani și creștini, din cauza intenției celor dintâi de a construi acolo o moschee mare imediat în fața Bazilicii Bunei Vestiri.

- Maqam Al Sheikh 'Amr   - Mormântul șeicului 'Amr - un edificiu din 1911 în apropierea Bisericii anglicane. Seicul Amr era fratele lui Shihab ad-Din și a fost și el ucis în Bătălia de la Hattin și a fost înmormântat la Nazaret.

### Alte obiective

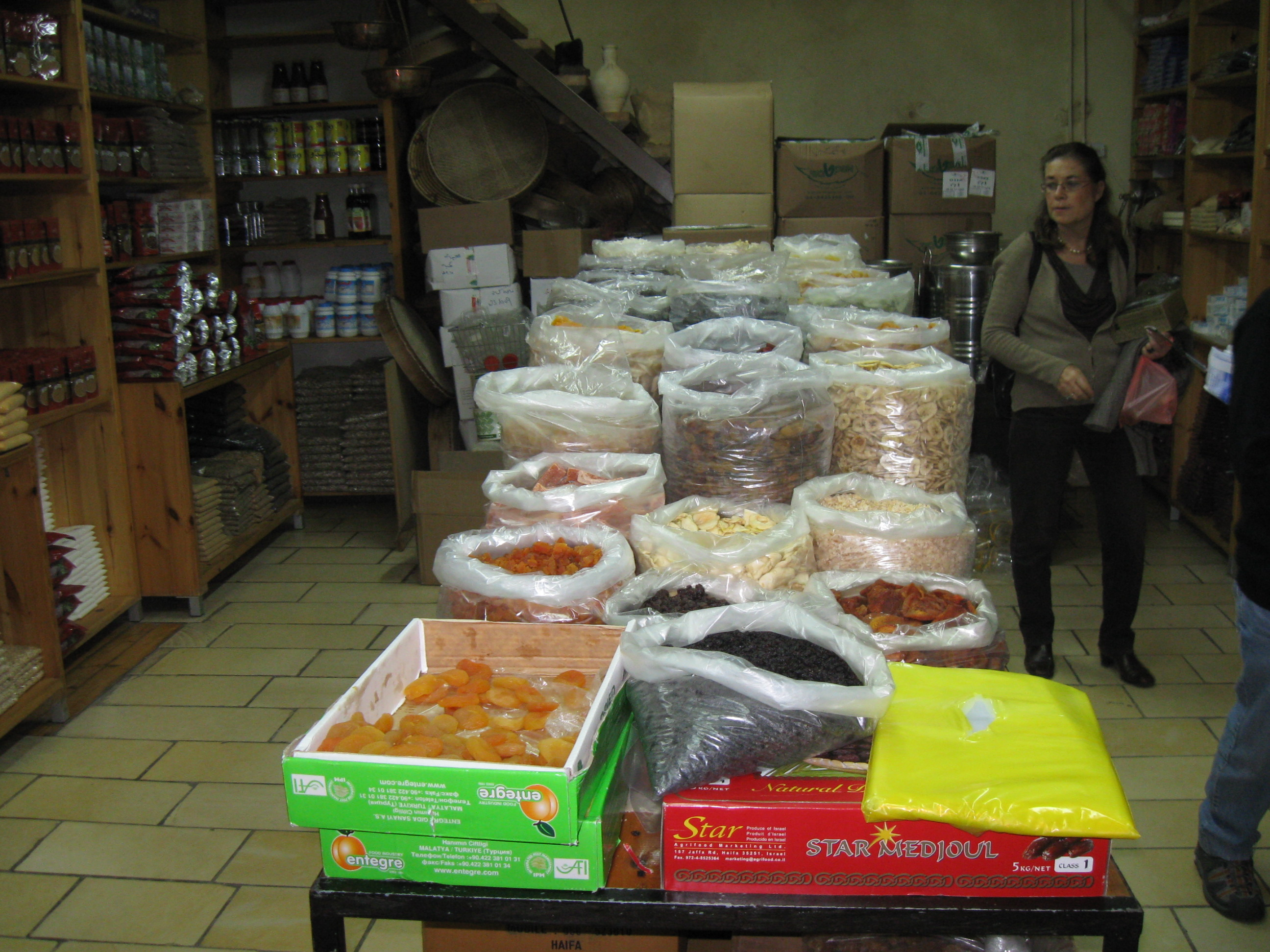
Imagine din Moara Galileei

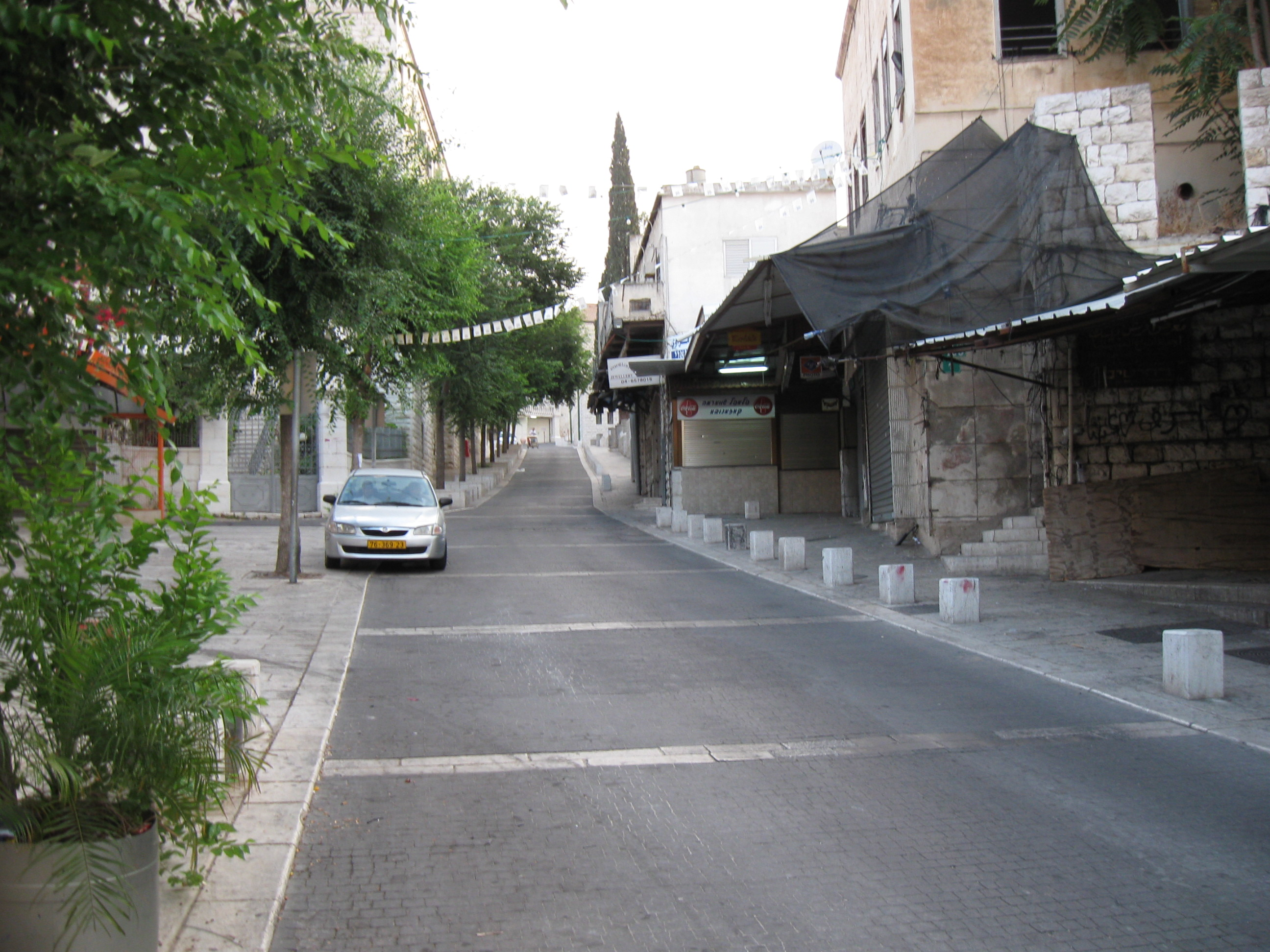
Strada Bunei Vestiri din Nazaret

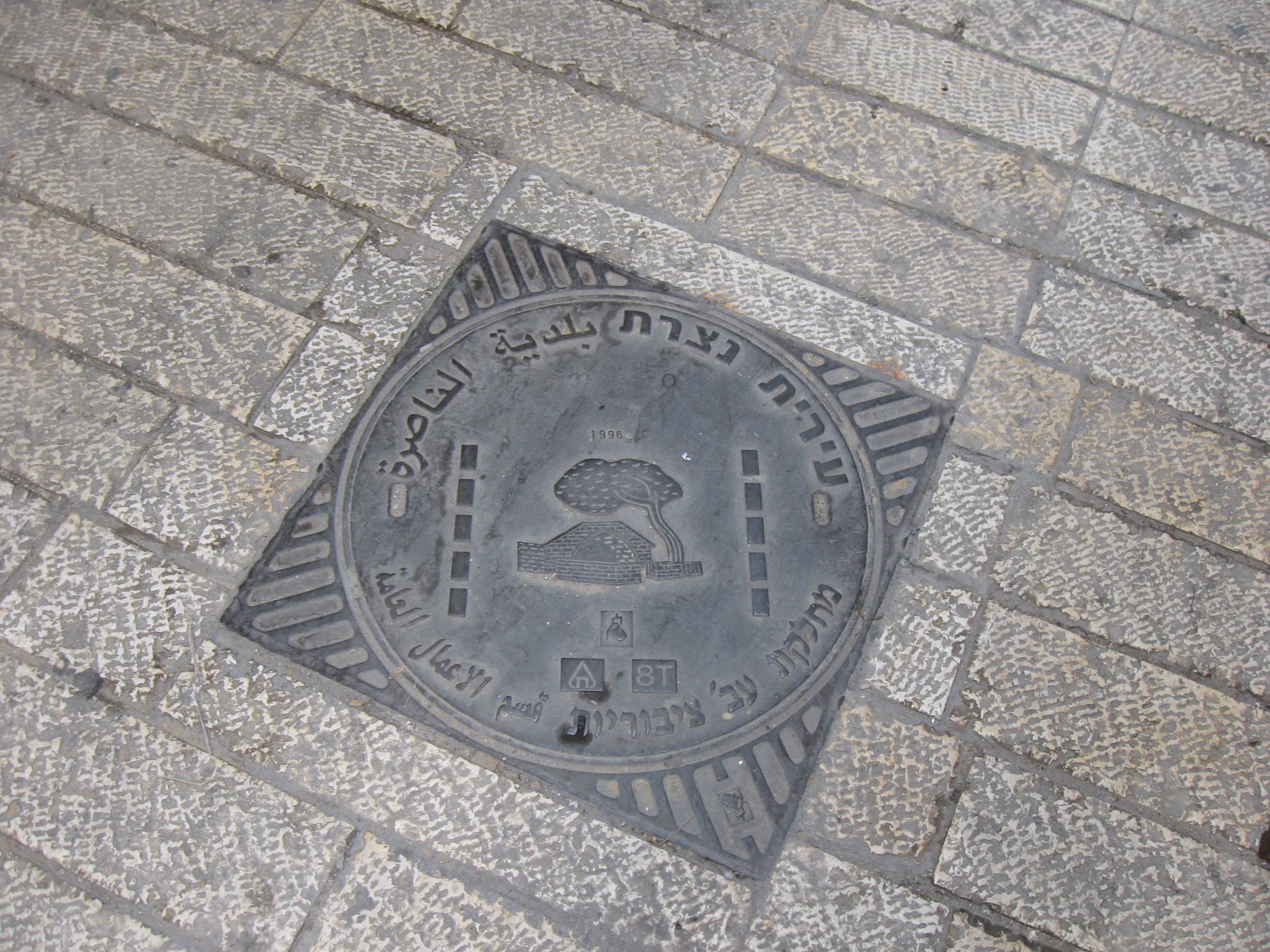
Capac de canalizare în Bazarul orășenesc

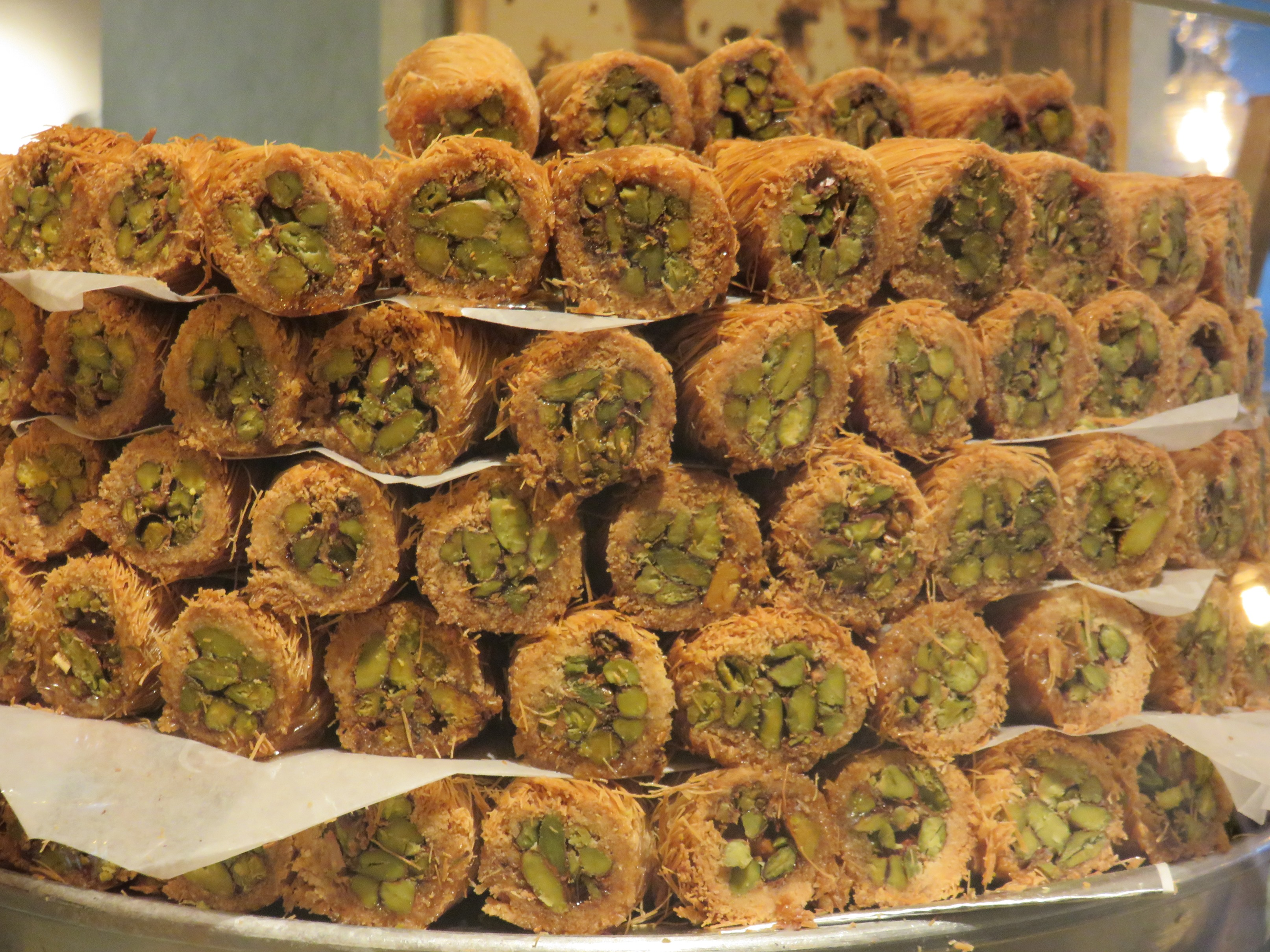
Baclava de tip „mbrumi” sau „Burma”

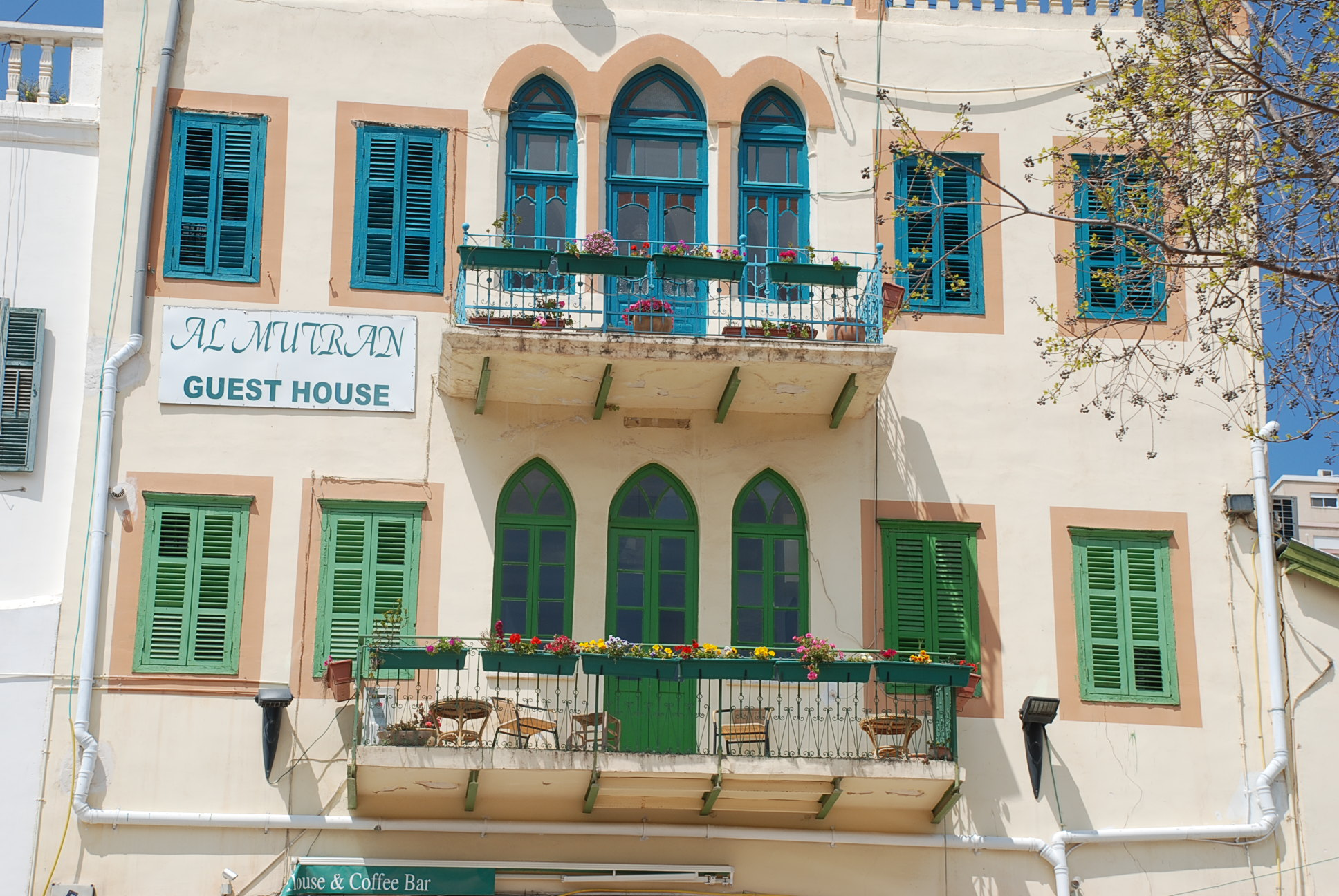
Fațada unui han în orașul vechi Nazaret

- Bazarul orășenesc - exista din secolul al XVII-lea, dar s-a dezvoltat mai ales in secolul al XIX-lea. În trecut era împărțit în câteva sectoare - piața de legume, piața tâmplarilor, piața tinichigiilor.
- Moara Galileei - magazin și moara de măcinat de condimente din orașul vechi, desface peste o mie de tipuri de condimente, ierburi si alte alimente. Ea a fost întemeiată de o familie de „templieri” protestanți germani și a furnizat servicii de măcinat și depozitare pentru țăranii din zonă. Morile ei erau puse in funcție prin forța aburilor si de aceea locul s-a numit Al Babur (Vaporul) dupa cuvântul francez „vapeur” însemnând abur. După instalarea regimului mandatar britanic, templierii germani au fost nevoiți să plece, iar locul a fost achiziționat de localnicul Jurjura Knaza, care i-a continuat activitatea inlocuind motoarele cu aburi prin motoare Diesel iar mai apoi cu motoare electrice. În anii 2000 locul este condus de nepoții lui Jurjura.
- Seraiul- care a fost centru administratic al orașului din vremea lui Zaher Al Umar pana la sfârșitul secolului al XX-lea. Deasupra lui se înalță unul din cele șapte turnuri cu orologiu, care au fost ridicate în cinstea aniversării a 25 ani de domnie ai sultanului otoman Abdul Hamid al II-lea. Unii contestă legătura acestui turn cu ceas cu proiectul aniversării sultanului.

## Politica

### Primarii orașului
- Thanus Kawar 1875-1885
- Salim Efendi Bishara - ales în 1927
- Yussuf Mohammad Ali Al-Fahum - 1948-1954
- Amin-Salim Jarjura  1954-1959
- Saif ad-Din Al Zuabi  1959-1965
- Abd al Aziz Al Zuabi  1965-1966
- Comisie administrativă numită- 1966-1967
- Musa Katili  1967-1971
- Saif ad-Din Al Zuabi 1971-1974
- Comisie administrativă numită - 1974
- Tawfik Ziad  - 1975-1994
- Ramiz Jarasi - 1994-2014
- Ali Salam  2014-2025
- Comisie administrativă numită -condusă de Yaakov Efrati  - din 2025

## Orașe înfrățite
- Częstochowa, Polonia
- Florența, Italia
- Haga, Olanda
- Loreto, Italia
- Nablus, Autoritatea Națională Palestiniană
- Saint-Denis, Franța